# Пуаре, Жан-Мари
Жан-Мари Пуаре (фр. Jean-Marie Poiré; род. 10 июля 1945, Париж, Франция) — французский кинорежиссёр, сценарист и кинопродюсер. Сын продюсера Алана Пуаре.

## Фильмография

### Актёр
- 1975 — Акт агрессии / L'Agression
- 1991 — Операция «Тушёнка» / L'Opération Corned-Beef — Посетитель кафе
- 1993 — Пришельцы / Les Visiteurs — Крестьянин с ножом в финале фильма
- 1995 — Между ангелом и бесом / Les Anges gardiens — Фотограф на свадьбе в финале фильма
- 1998 — Пришельцы 2: Коридоры времени / Les Couloirs du temps : Les visiteurs 2 — Префект на свадьбе Дельфины

### Режиссёр
- 1978 — Неженки / Маленькие ласки / Les Petits Câlins
- 1980 — Возврат силой / Retour en force
- 1981 — Мужчины предпочитают толстушек / Les Hommes preferent les grosses
- 1982 — Дед мороз — Полный отстой /  Le Père Noël est une ordure
- 1983 — Папаша сопротивляется / Papy fait de la résistance
- 1986 — Твист снова в Москве / Twist again à Moscou
- 1989 — Мои лучшие друзья / Mes meilleurs copains
- 1991 — Операция «Тушёнка» / L'Opération Corned-Beef
- 1993 — Пришельцы / Les Visiteurs
- 1995 — Между ангелом и бесом / Les Anges gardiens
- 1998 — Пришельцы 2: Коридоры времени / Les Couloirs du temps : Les visiteurs 2
- 2001 — Пришельцы в Америке / Just Visiting
- 2002 — Мою жену зовут Морис / Ma femme s'appelle Maurice
- 2016 — Пришельцы 3: Взятие Бастилии / Les Visiteurs 3

### Сценарист

#### Совместно сМишелем Одиаром
- 1968 — Любовь и золото / Faut pas Prendre les Enfants du Bon Dieu pour des Canards Sauvages
- 1969 — Золотая вдова / Une veuve en or
- 1970 — Она не пьёт, она не курит, она не принимает наркотики, но она говорит / Elle boit pas, elle fume pas, elle drague pas, mais… elle cause !
- 1971 — Чёрный флаг реет над котелком / Le drapeau noir flotte sur la marmite
- 1972 — Болтает, крадёт… иногда убивает / Elle cause plus… elle flingue
- 1974 — Как преуспеть в делах, когда ты дурак и плакса / Comment réussir quand on est con et pleurnichard

#### Совместно сЖоржем Лотнером
- 1973 — Несколько слишком спокойных господ / Quelques messieurs trop tranquilles
- 1975 — Никаких проблем! / Pas de problème!
- 1981 — Разумно ли это? / Est-ce bien raisonnable ?

#### Совместно сРобером Ламурё
- 1975 — Мы нашли седьмую роту / On a retrouvé la septième compagnie
- 1977 — Седьмая рота при свете луны / La Septième Compagnie au clair de lune

#### Совместно сКристианом Клавье
- 1982 — Дед мороз — Полный отстой / Le Père Noël est une ordure
- 1991 — Операция «Тушёнка» / L’Opération Corned-Beef
- 1993 — Пришельцы / Les Visiteurs
- 1995 — Между ангелом и бесом / Les Anges gardiens
- 1998 — Пришельцы 2: Коридоры времени / Les Couloirs du temps : Les visiteurs 2
- 2001 — Пришельцы в Америке / Just Visiting
- 2016 — Пришельцы 3 / Les Visiteurs 3
- 2021 — Тайна Сен-Тропе / Mystère à Saint-Tropez

## Результаты кинопоказов
- 1983 : Папаша сопротивляется : 4,10 млн зрителей
- 1986 : Твист снова в Москве : 1,36 млн зрителей
- 1988 : Мои лучшие друзья : 357 тыс. зрителей
- 1993 : Пришельцы: 13,78 млн зрителей
- 1995 : Между ангелом и бесом: 5,74 млн зрителей
- 1998 : Пришельцы 2: Коридоры времени: 8,03 млн зрителей